# Cylindromyia aurora
Cylindromyia aurora là một loài ruồi trong họ Tachinidae.